# Joan Cribb
Pour les articles homonymes, voir Cribb.
Joan Winifred Cribb, née Herbert le 14 avril 1930 et morte le 17 octobre 2023, est une botaniste et mycologue australienne.

## Biographie
Joan Winifred Herbert est née à Brisbane, dans le Queensland, fille des botanistes Vera et Desmond Herbert. Elle est diplômée de l'université du Queensland (Bachelor of Science with Honours et Master of Science). Elle épouse son collègue botaniste Alan Cribb en 1954 et, quelques années plus tard, le rejoint à l'université du Queensland en tant qu'enseignante et tutrice à temps partiel.
Elle se spécialise dans les champignons gastéroïdes, décrivant 21 nouvelles espèces de ce groupe, ainsi que 14 nouvelles espèces de champignons marins (en). Pendant plus de 45 ans, Joan Cribb parcourt le Queensland pour découvrir et enregistrer des gastéromycètes. Son mari et elle étudient également les champignons vivant dans les algues des habitats marins et enregistrent des occurrences de champignons d'eau douce dans les cours d'eau du Queensland.
Joan Cribb meurt le 17 octobre 2023, à l'âge de 93 ans.

## Récompenses
Joan W. Cribb reçoit la médaille de l'histoire naturelle australienne (en) en 1994. En 2020, à l'occasion de l'Australia Day Honours, elle reçoit la médaille de l'Ordre d'Australie pour « les services rendus à l'enseignement supérieur en tant que botaniste et à la communauté ».

## Hommages
Le genre de champignons sécotioïdes Cribbea est nommé d'après elle. Parmi les espèces de champignons nommées d'après elle se trouvent Hymenogaster cribbiae et Stephanospora cribbae.